# キャリーラボ
株式会社キャリーラボ（Carry lab.）は、かつて存在したパソコン（マイコン）ソフトハウスである。熊本県熊本市を拠点としていた。

## 概要

### 成り立ち
株式会社キャリーラボの前身は、当初マイコンを販売するショップとして中村博行によって熊本県熊本市に1981年5月に設立された有限会社キャリーラボである。社名の「キャリー」は、プロセッサ（加算器）の繰上り（桁上げ）の意味のキャリー（フラグ）に、「ラボ」は研究室を意味する英語「ラボラトリ（laboratory）」の略に由来する。
設立当初から熊本大学マイコンクラブの学生が出入りし、彼らがアルバイトとして開発したソフトウェアの販売を開始した。その後、ソフトウェア販売が軌道に乗って来たことから、マイコン販売からソフトウェアの販売に事業をシフトするため1984年5月に株式会社に改組し、アルバイトのみで構成されていたソフトウェア開発を事業組織として確立した。
キャリーラボの発売するソフトウェアは「オールマシン語」が売りであった。キャリーラボの主力プログラマーである、佐々木哲哉（SSK）、山本耕司（ABN）、平野洋一郎（Pina）、長谷川浩（HaHi）、高橋順一（Hiromi）、由紀裕子（Y.Yuki）、望月成（Sei）の7名を巷では「キャリー七人衆」と呼んでいた。

### 発展
キャリーラボの名声は、佐々木、山本両名による言語『BASE』に始まった。BASEは、BASICライクなアセンブラで、マシン語のソフトウェアを次々と発売するキャリーラボのパワーの源泉ともなった。BASEは、Z80用の『BASE-80』が最初に開発され、その後、6809用の『BASE-09』、8086用の『BASE-86』（未公開）などが開発された。さらに、BASEを使って両名によって開発された『WICS』も同社の技術の高さを証明するものといえる。
- BASE-80の表記例

```
 
A
 
=
 
B

 
IF
 
A
=
0
 
THEN
 
...

```

- アセンブラ（Z80）の表記例

```
 
LD
    
A
,
 
B

 
OR
    
A

 
JR
    
NZ
,
+
nn

 
...

```

その後、BASEによって開発されたゲーム『HIROTON WARS』が話題となる。MZ-2000でワイヤーフレームを使った3次元ゲームでATARIのアーケードゲームを彷彿とさせるものだった。続作となる『JELDA』では上下動も含めた3次元が実現され、ヒット作『JELDA II』へと続いた。さらに『Flight in Hawaii』では、国産PCゲーム初の3次元ポリゴンによるフライトシミュレーションを実現した。
また、音源にPSGを持たない機種においては、Beepやパルス出力音の周波数を時分割し、高速に切り替えることにより、1つの出力ポートに対し、3音の同時発声を実現し、後期にはビブラート、減衰型のエンベロープ、ノイズの出力も実装されている。
同時期にキャリーラボは日本語ワープロにも事業を展開した。MZ-80B用の『JET-1000』に始まり、MZ-2000用の『JET-2000』、『JET-2200A』と続き、PC-8801用の『JET-8801A』が大ヒットとなる。販売価格は5万円を超え高額であったが、フロッピーディスクの辞書の読み込みの高速化などの技術も取り入れた。『JET-8801A』は、ソフトバンクの週間ランキングにおいてビジネスソフト50週連続第1位を達成した。『JETターミナル』においては、当時半角英数カナしかやりとりのできなかったパソコン通信を全角かな漢字が述語辞書変換付きで使えるという点で、販売価格も1万円を切り、PC-8801、PC-9801用に急速に普及した。パソコン通信の漢字化は『JETターミナル』が先駆であった。JETシリーズの辞書はPC-8801用とFM用のものが兼用可能で、一時期ソフトベンダーTAKERUシステム上でJET-FMやJET-8801のシリーズがボーステック扱いで販売されていた頃に、JETターミナル及びXXJW系パソコン通信電子掲示板ホストシステムソフト用の辞書として88ユーザから重宝されていた。現在JETシリーズの各種権利を所有しているのは上新電機である。
ゲームでは、オリジナルゲームに加えて、『スペースクルーザー』、『ワイルドウェスタン』、『フロントライン』、『ちゃっくんぽっぷ』、『ビクトリアスナイン』などアーケードゲームの移植も行い、ニデコムキャリーブランドで展開しており、その再現性に対する評価は高かった。特に、再現性にこだわるあまりモニターを縦置きにさせる『ギャプラス』は話題となった。ビクトリアスナインのフロッピーディスク版はX1とMZのハイブリッドの構成になっており、どちらの機種でも起動できるようになっている。また、MZ-2000/2200/2500用の『ハイドライド』の移植と販売、T&E SOFTから発売された『ハイドライドII』の移植は、同社がPC-8801版を元に行ったものである。
営業的には、同時期に東京営業所、大阪営業所を開設して業容を拡大して行った。さらに、三重県四日市市を拠点とするマイクロキャビン、福島県福島市を拠点とするエス・ピー・エスに資本参加し、キャリーラボグループと称していた。

### 衰退
ゲームソフトにビジネスソフトにと国内有数のソフトハウスとして成長したが、同社はシャープMZシリーズのソフトウェア開発を中核としたため、当時パソコンのシェアの半数を占めるNEC PC-8801、PC-9801シリーズへのソフトウェア参入がかなり遅れた。JETシリーズの辞書をデービーソフトに丸写しされたとして訴訟も起こしたが、1987年に開発部門の大半が退職するという事件が起きる。1988年になり、開発陣のほとんどいないキャリーラボは営業的にも陰りが見え始め、営業の中核メンバーも退職した。サムシンググッドをはじめ複数の企業に支援を請うが、1990年に倒産し、その幕を閉じた。

## 商品一覧

### ゲーム以外

#### 言語
- BASE
- WICS

#### OS等
- C-DOS、C-DOS II
- TSモニタ（TS-1000/TS-2000/TS-X1/TS-8801/TS-9801等）
- かな漢字変換JET-CORE
- C3MS-MZ/A(3重和音),/B(減衰/ビブラート対応) 及び 3VOICE MUSIC SYSTEM (MZ2000シリーズ用)
- カラーモニター (MZ2000の文字を一文字単位でグラフィック画面にカラー表示)

#### ビジネスソフト等
- JET-1000、1100（日本語ワープロ:MZ-80B用）
- JET-2000、2100、2200A (日本語ワープロ:MZ-2000/2200用）
- JET-8801A～V2（日本語ワープロ:PC-8801用）
- JET-FM～77A Elie（日本語ワープロ:FM-7用）
- JETターミナル（通信ターミナル:PC-8801/PC-9801用）
- JETカード（カード型データベース:PC-8801/PC-9801用）
- マルチプラン実践フォーム集
- ロータス1-2-3実践フォーム集

#### 拡張ボード
拡張音源(三重和音)
- EMS-80B(MZ-80B用)
- EMS-2000(MZ-2000用)

### ゲーム

#### オリジナル作品
- アステロイドウォーズ - MZ2000用ではカラーモニターのコードが80文字モードでは動作しない形で流用されていた。
- スネーキー - いわゆるスネークゲーム。BASICのソースコードが『I/O』に公開された。
- バグファイヤー（1982）
- クレイジーダンゴ（1982）
- アマテニス（1982）
- プロ野球（1983）
- エイリアン（1983）
- スペースビー（1983） - 固定画面シューティング。
- スクランブルチェイサー（1983） - ラリーXの自車と敵車を左右二分割して拡大表示させたようなカーチェイスゲーム。
- レーダー・パックマン（1983） - パックマンとラリーXを合わせたようなゲームで、画面右のレーダーを確認しながら拡大表示のパックマンを操作する。
- ミサイルディフェンダー（1983） - ミサイルコマンドの模倣作。
- ストリートランナー（1983）
- キックオフ（1983）
- Uボート（1983）
- コンボイ5000（1983）
- キングアウト（1983）
- レーダー・スネーキー（1983） - スネーキーのレーダー版
- ラブアントラブ（1983）
- PP-2 フライトシミュレータ／ポラリス（1983）
- ヒロトンウォーズ（1983） - ワイヤーフレームのSF3Dタンクゲーム。
- ウルトラセブンブリッジ（1983）
- ジェルダ(JELDA)（1983） - ワイヤーフレームのSF3Dシューティングゲーム。当時3Dゼビウスと呼ばれた。
- ジェルダII(JELDAII)（1984） - JELDAの続編。
- リターン・オブ・ジェルダ(RETURN OF JELDA)（1987） - MSXで発売されたシリーズ第3作。
- 王将（1983） - 開発はエス・ピー・エス。MZ-2200版とX1版は『HP王将』という名称でエス・ピー・エスより発売されていた。また、MSX版はマイクロキャビンより発売。
- 飛車（1984） - 王将シリーズ第2弾。MSX版はマイクロキャビンより発売。
- スターライト・アドベンチャー（1983） - 同社初のアドベンチャーゲーム。
- スターライト・アドベンチャーII（1983） - スターライト・アドベンチャーの続編。
- F2グランプリ（1985）
- 大脱走（1985） - ボードゲームメーカーのアド・テクノスがゲームデザインを担当したアクションゲーム。
- ぱよ〜んぽよよ〜ん（1985）
- Flight in Hawaii（1986） - 社員慰安旅行を兼ねたハワイ現地取材・風景撮影を参考に開発
- マッドライダー（1987）
- ハオ君の不思議な旅（1987） - スクウェア・DOGブランドより発売された、ファミリーコンピュータ ディスクシステム用アクションゲーム。
- ビクトリアスナインII 高校野球編（1988） - MSX2版。第1作はタイトー作品の移植だが、本作はタイトルのみを借りたキャリーラボのオリジナル作品である。

#### 移植作品
NEC、シャープ、富士通の主要各機種向けに移植販売を行った。なお、タイトー作品のMSX版については、開発はタイトーが行い、キャリーラボは販売を担当したのみである。
タイトー作品
- スペース・クルーザー(1983)
- ワイルドウエスタン(1983)
- フロントライン(1983)
- ちゃっくんぽっぷ(1984)
- ビクトリアスナイン(1985)
- エレベーターアクション(1986)
- 影の伝説(1986)
- ジャイロダイン(1986)
- アルカノイド(1986)

ナムコ作品
- ギャプラス(1985) - PC-98版。モニター縦置き対応、FM音源対応など、かなりの移植度を誇った。

ユニバーサル作品
- スーパーピエロ(1988) - MSX版。
- アメリカンサッカー(1988) - MSX2版。

SPS作品
- ポーラースターIII（1984） - 『ポーラースターII』のアレンジ移植。[注釈 1]

T&E SOFT作品
- ハイドライド(1985) - MZ-2000版。
- ハイドライドII(1986) - MZ-2000版。

コムパック作品
- ザ・コックピット(1988) - MSX2版。

#### タイトー開発作品
タイトーが開発し、キャリーラボ(ニデコムキャリー)が販売を担当していた。1987年後半以降、タイトーはMSXソフトの自社販売へ移行した。
- ザイゾログ(1985) - MSX版。
- 雀フレンド(1985) - MSX版。
- スペースインベーダー(1985) - MSX版。
- フロントライン(1985) - MSX版。
- エレベーターアクション(1985) - MSX版。
- ちゃっくんぽっぷ(1985) - MSX版。
- チョロQ(1985) - MSX版。
- 影の伝説(1986) - MSX版。
- ジャイロダイン(1986) - MSX版。
- アルカノイド(1987) - MSX版。
- アルカノイドII(1988) - MSX2版。

## 関連企業
- アルファ・システム - 元キャリーラボ開発チームのメンバーが設立
- エルステッド - 元キャリーラボ開発チームのメンバーが設立
- ペガサスソフト - 元キャリーラボ開発チームのメンバーが設立
- アクアシステム - 元キャリーラボ営業チームのメンバーが設立